# Monte Popera
Il monte Popera (Hochbrunner Schneid in tedesco, 3.046 m s.l.m.) è una montagna dolomitica delle Dolomiti di Sesto, appartenente all'omonimo gruppo. È situato tra la provincia di Belluno (Comelico Superiore) e quella di Bolzano.

## Descrizione
La montagna si trova a sud di Cima Undici tra la val Popera (ad est) e la val Fiscalina (ad ovest) ed è l'elevazione principale di un gruppo dolomitico molto complesso per orografia e numero di vette. Il massiccio culmina con la Cima Undici (3.096 m), vetta bifida costituita da un'unica cresta di grande complessità strutturale, che costituisce il ramo nord-ovest, mentre il monte Popera rappresenta il punto d'unione delle diverse creste del massiccio: Zsigmondy e Giralba a sud e sud-ovest, Cima Bagni a sud-est e Croda Rossa e Cima Undici a nord e nord-est. Il massiccio del monte Popera fu aspramente conteso durante la prima guerra mondiale, in particolare la Cima Undici e la Croda Rossa, bastioni meridionali della val Fiscalina.
La montagna in sé si presenta orientata da nord a sud con un sistema di catini collegati da canaloni verso nord-ovest (Busa di Dentro); la cima ospita un piccolo altopiano, precipita con una compatta parete verso est (rifugio Antonio Berti nel Vallon Popera, Comelico Superiore) e con una muraglia articolata in diversi pilastri verso sud-est (Cadin di Stallata), verso sud-ovest scende con un ampio canalone fra vaste pareti (val Giralba). 
Verso sud-est il Popera si salda alla Cima Bagni (2.983 m) tramite una lunga cresta molto complessa di guglie ed elevazioni: cima Popera (2.957 m), Fulmini di Popera (2.745 m), Guglie di Stallata (I, II, III, IV) e Campanili di Popera (III, II, I). Verso sud e sud-ovest esso si salda al monte Giralba di Sotto (2.878 m) ed al monte Giralba di Sopra (2.930 m), collegati tramite la forcella Giralba Alta (2.787 m). Verso nord-ovest il Popera è connesso alla Cima Undici dalla cresta Zsigmondy (2.922 m). Lungo il fianco est il monte Popera ospita un sistema di cornici e catini che insieme formano il "Ghiacciaio Pensile", il più importante dei due piccoli ghiacciai del gruppo (l'altro è nella Busa di Dentro).

## Alpinismo
Fu conquistata per la prima volta nel settembre 1874 da Santo Siorpaes con Maurice Holzmann tramite il catino della Busa di Dentro lungo quella che oggi è la via normale alla montagna. Nel 1893 O.Schuster e H. Moser salirono il canalone nord-est, usato in seguito dagli alpini per raggiungere il Popera e la Cresta Zsigmondy. Nel 1911 la grande guida di Cortina Angelo Dibona con i fratelli Guido e Max Mayer, la guida fassana Luigi Rizzi e J. Schranzhofer superarono la parete est lungo un itinerario temerario ancora oggi poco conosciuto.
Il ghiacciaio Pensile fu invece salito in più riprese tra gli anni '20 e '30 del Novecento, il primo percorso parziale fu di Celso Gilberti, R. Spinotti e L. Chiussi nel 1927. La parete ovest fu scalata nel 1947 da G. Del Vecchio e M. Mauri mentre la nascosta e solitaria parete del Cadin di Stallata fu vinta nel 1951 da W. Cesarato e G. Ruffato, successivamente sulla medesima parete W. Romano, F. Janovitz e T. Ogrisi vinsero anche il grande e strapiombante pilastro sud-est che chiude a sinistra la parete, nel 1966, aprendo un grande e difficile itinerario di VI grado. Infine nel 1971 G. Zandonella e C. Osta superarono anche il diedro a destra del pilastro, nel centro della parete (via dei Comelicesi).
Le altre cime del gruppo del Popera, quali i Campanili, la Punta Rivetti, la cima Popera ed i Giralba, sono state tutte visitate da nomi illustri dell'alpinismo quali Happacher, Dibona, Comici, Zandonella, Soldà, Del Vecchio e Carlesso.

## Ascensioni
Il monte Popera, nonostante la sua importanza, è una montagna poco frequentata, e le sue poche visite sono state effettuate in maggioranza dalla via normale o dal ghiacciaio. Si può salire sulla vetta partendo dal rifugio Zsigmondy-Comici in val Fiscalina tramite la Via normale, percorso lungo e faticoso attraverso la Busa di Dentro (900 m, I e II); oppure dal rifugio Antonio Berti in val Popera tramite il Ghiacciaio Pensile, ascensione spettacolare ed inusuale per le Dolomiti ma che presenta un rientro lungo e complesso (45° e I, 1100 m).
Altre ascensioni degne di nota sono lo "spigolo dei Triestini", sopra il Cadin di Stallata (500 m, V e VI), la "via dei Comelicesi" sulla medesima parete (500 m, V e A1) e la diretta (500 m, IV e V). Nel gruppo del Popera remunerative sono le vie di Del Vecchio e la Zandonella alla Punta Rivetti (350 m, IV e V), la Comici-Dal Martello al Secondo Campanile Popera (350 m, IV e V), la via Cozzolino-Romano, Janovitz alla Cima Papi (nel canalone di forcella Giralba, 350 m, VI+).
Nel giugno del 1987 un obice 105/14 è stato scomposto e di seguito trasportato dalla 29ª e dalla 30ª batteria del gruppo artiglieria da montagna "Asiago" di Dobbiaco, in occasione del 35º anniversario dalla fondazione del gruppo. L'obice è stato dapprima portato a quota 2.236 presso il rifugio Zsigmondy-Comici, dove era stato allestito un campo avanzato. Il giorno seguente, dopo un'impresa storica l'obice è stato rimontato pezzo per pezzo in cima al monte e sono stati sparati due colpi.

## Galleria d'immagini

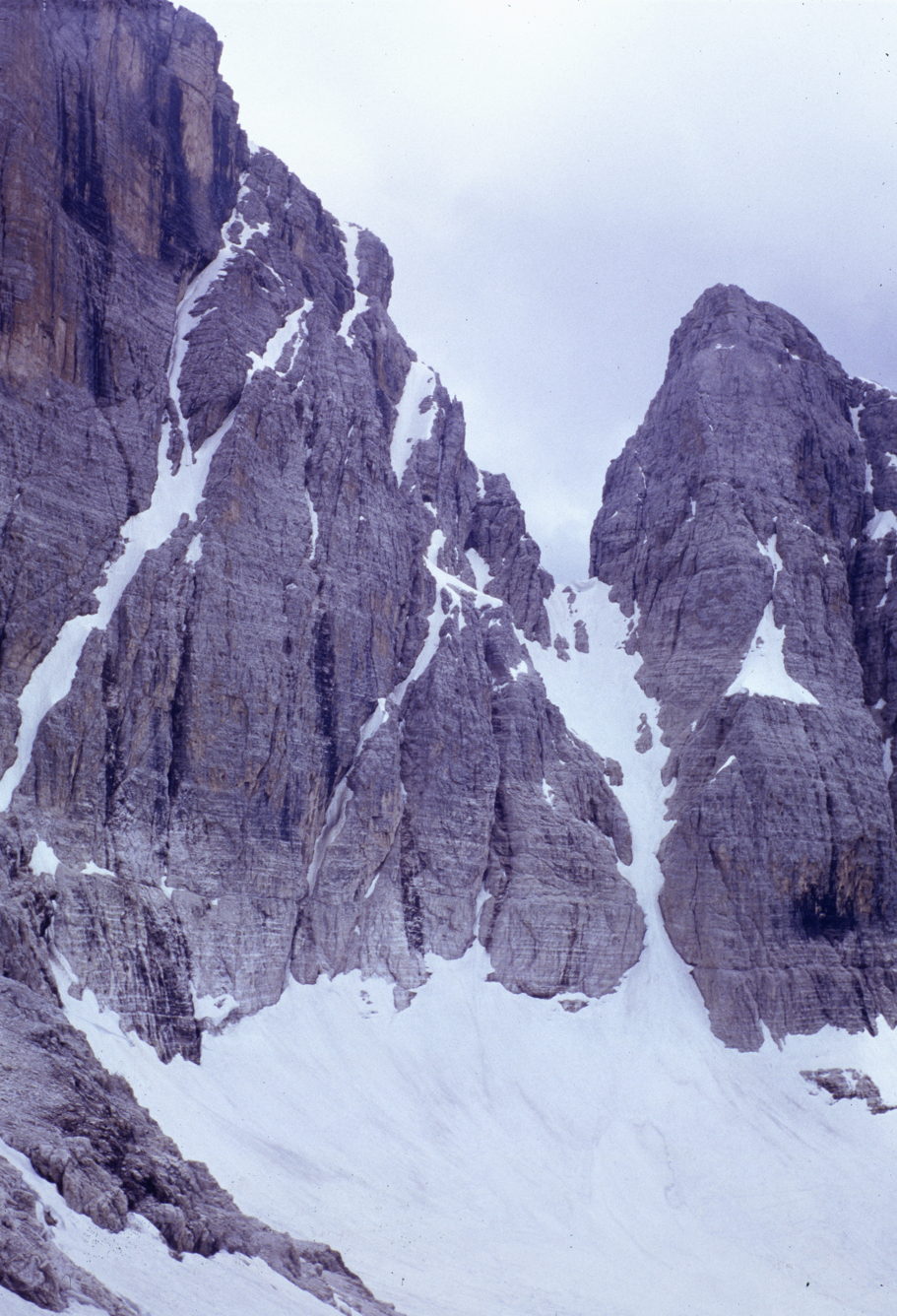
Popera, vallone della Busa di Dentro, Forcella Alta di Giralba, m 2787
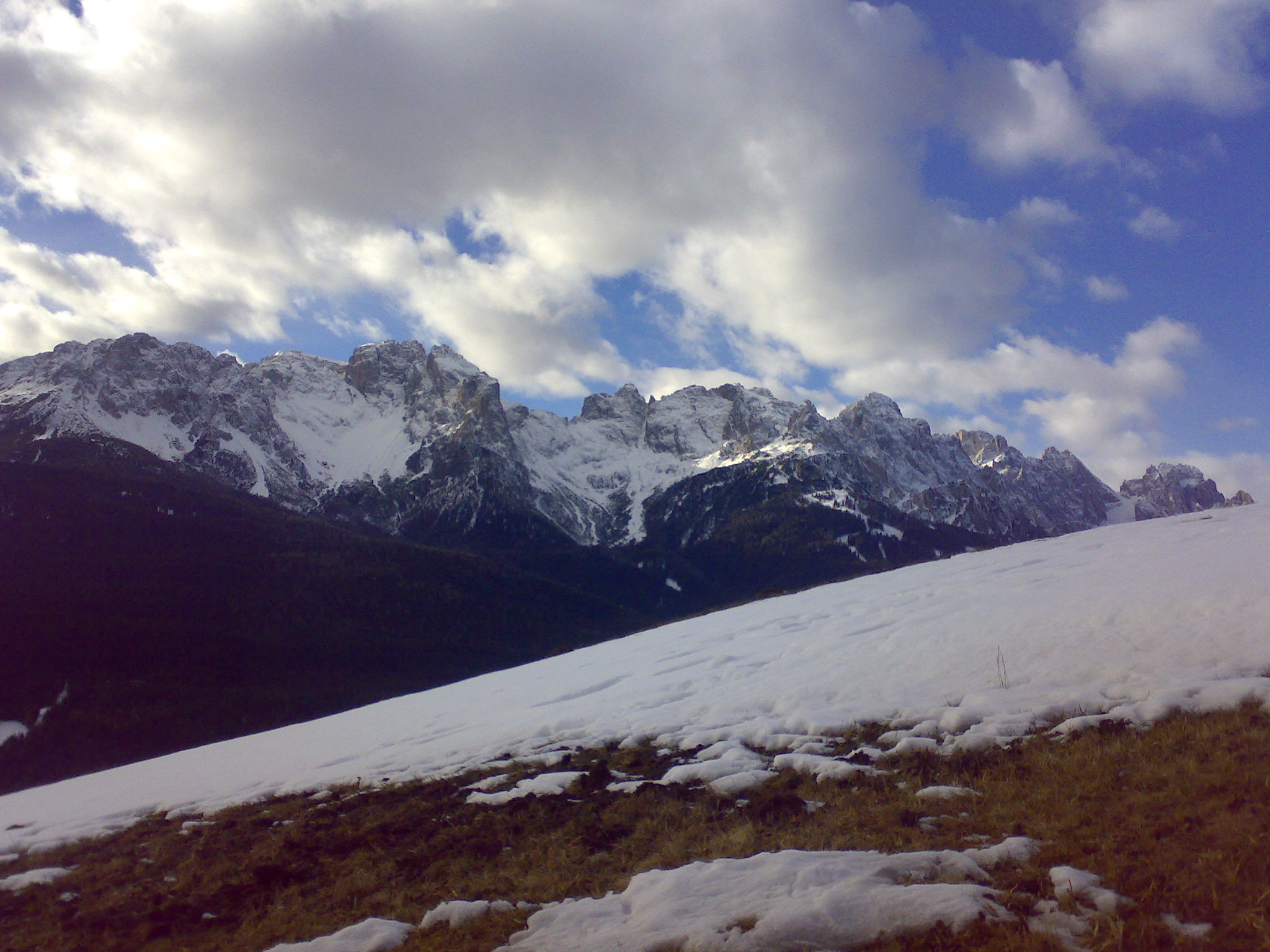
Il Gruppo del Popera
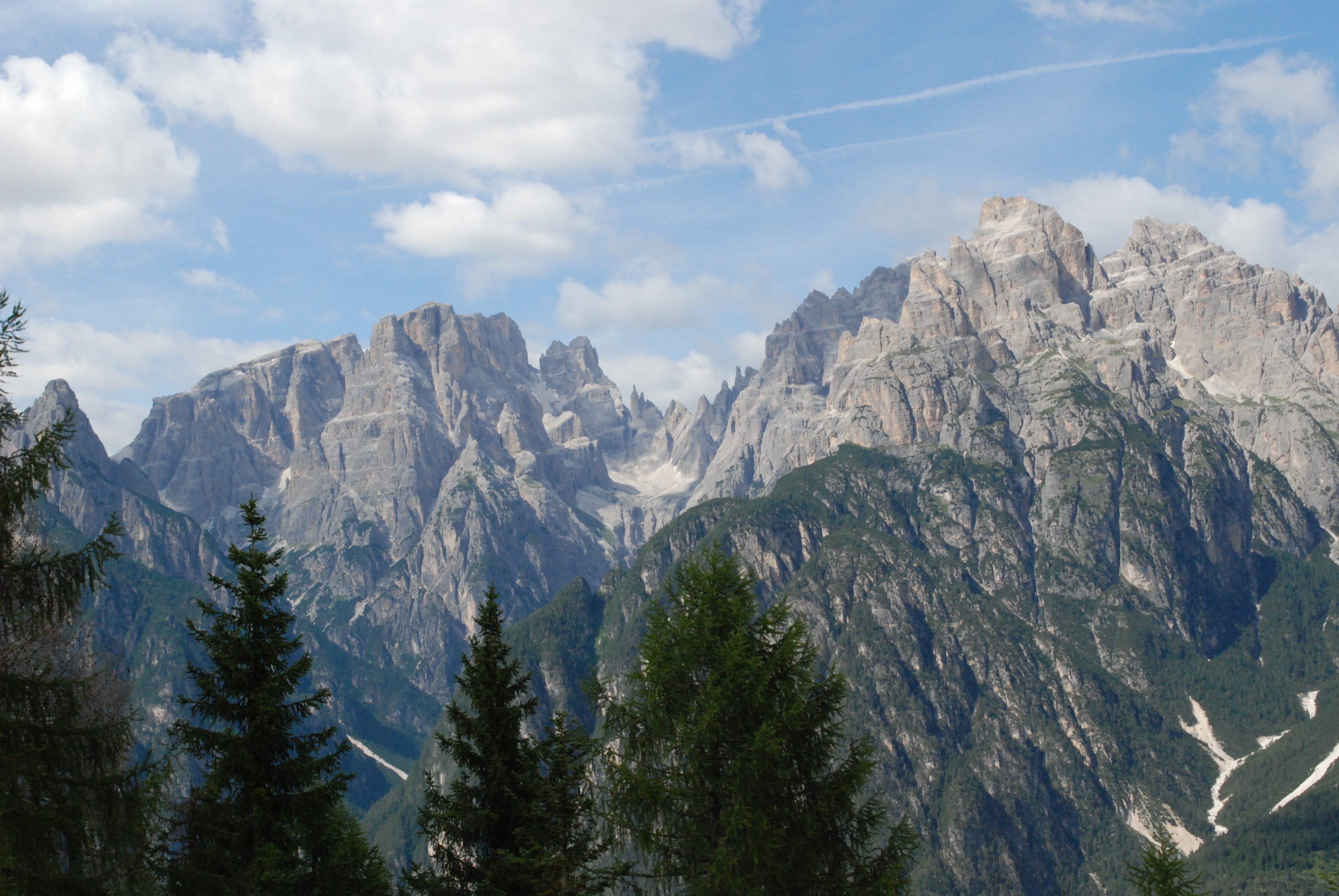
Monte Giralba con Popera, Guglie di Stallate e Croda di Ligonto